# Roland Marais
Roland Pierre Marais (c. 1685, París - c. 1750, ibídem) fue un violagambista  y compositor francés. 
Hijo de Marin Marais, sus composiciones fueron escritas en un estilo similar al de su padre.

## Obras
- Premier Livre de Pièces de Viole (1735)
- Deuxième Livre (1738)